# Kanata Hongō
Kanata Hongō (本郷 奏多, Hongō Kanata), né le 15 novembre 1990 à Sendai (préfecture de Miyagi), est un acteur, seiyū et mannequin japonais.

## Biographie

### Vie professionnelle et études
Kanata Hongō est représenté par l'agence Stardust Talent.
Il a fréquenté l'Université Nihon, où il a étudié la photographie et été diplômé en 2013. En 2020, il est sélectionné aux 14e Nihon University Awards et nommé ambassadeur pour son ancienne l'université,.

### Carrière
Comédien, Kanata Hongō est actif dans les milieux cinématographiques, télévisuels et vidéographiques ainsi que le mannequinat. Il se distingue souvent par ses rôles d'antihéros, d'antagonistes ou de figures ambiguës.
Dès les prémices de sa carrière, il s'illustre dans de nombreuses adaptations de mangas sur le petit comme le grand écran. Il campe notamment Ryōma Echizen dans Prince du tennis (2006), Shin dans Nana 2 (2006), Nishi dans la trilogie Gantz (2011-2012), Yūga Ōta dans l'adaptation de La Cité des esclaves (2014), Armin Arlert dans le diptyque tiré de L'Attaque des Titans (2015) ou encore Envy dans les films Full Metal Alchemist (2017-2022).

#### Cinéma
Kanata Hongō commence sa carrière d'enfant star dans des productions nippones à gros budgets où il incarne les versions jeunes des personnages campés par Takeshi Kaneshiro (Returner) et Gackt Camui (Moon Child).
Il tient son premier rôle majeur dans Hinokio, un drame de science-fiction bien accueilli par la critique qui a remporté le Soleil d'or au Festival du cinéma japonais contemporain Kinotayo.
Il se fait par la suite connaître du grand public en incarnant le protagoniste Ryōma Echizen dans l'adaptation du manga Prince du tennis signé Yūichi Abe (ja) en 2006. Cette même année, sa notoriété s’accroît lorsqu'il rejoint le casting de Nana 2 ; il succède ainsi à Ken'ichi Matsuyama dans le rôle de Shin.
En 2008, il retrouve Takeshi Kaneshiro pour le blockbuster K-20 : L'Homme aux 20 visages.
Au printemps 2019, il joue dans la fiction historique Kingdom, gros succès du box-office japonais qui totalise plus de 50 millions de dollars. Quelques mois plus tard, il est l'un des antagonistes de Diner, le nouveau film de la photographe Mika Ninagawa.
Début 2023, il est à l'affiche du film de super-héros Shin Kamen Rider, un long-métrage écrit et réalisé par Hideaki Anno. Cet opus, qui s'inscrit dans la lignée de Godzilla Resurgence et Shin Ultraman, s'avère un succès à la fois critique et public.

#### Télévision
À la télévision, l'un de ses rôles le plus notables est celui d'Hinata dans Himitsu no Hanazono en 2007. L'année suivante, il est l'un des quatre acteurs principaux du drama Seigi no Mikata aux côtés de Mirai Shida, Yu Yamada et Osamu Mukai.
Courant 2023, il est annoncé au casting de la série télévisée Netflix Yu Yu Hakusho.

#### Doublage
Egalement actif dans le milieu du doublage, il est un seiyū reconnu. Il prête notamment sa voix à Ryōta Sakamoto, le personnage principal de Btooom!.

## Filmographie

### Cinéma
- 2002 : Returner : Miyamoto enfant
- 2003 : Moon Child : Sho enfant
- 2003 : Daiteiden no Yoru ni : Shota Tazawa
- 2005 : Hinokio : Satoru Iwamoto
- 2005 : Fururi : The Boy
- 2006 : Prince du tennis : Ryōma Echizen
- 2006 : Nana 2 : Shinichi "Shin" Okazaki
- 2008 : Soie : le domestique japonais
- 2008 : Aoi Tori : Shinichi Sonobe
- 2008 : K-20 : L'Homme aux 20 visages : Yoshio Kobayashi
- 2008 : Goth : Itsuki Kamiyama
- 2011 : Gantz : Jōichiro Nishi[8]
- 2011 : Gantz: Another Gantz : Jōichiro Nishi
- 2014 : Doreiku: Boku to 23-nin no dorei (Tokyo Slaves) : Yūga Ōta
- 2015 : Strayer's Chronicle : l'élève à lunettes
- 2015 : L'Attaque des Titans : Armin[9]
- 2015 : Attack on Titan: End of the World : Armin
- 2015 : Cinema Angel : Akira
- 2016 : Yamikin Ushijima-kun Part 3 : Shinji Sawamura
- 2017 : Pokémon, le film : Je te choisis ! : Sorrel
- 2017 : Hyouka: Forbidden Secrets : Jun Sekiya
- 2017 : Fullmetal Alchemist : Envy
- 2018 : Inuyashiki : Naoyuki Andō
- 2019 : Rin : Tendō
- 2019 : Kingdom : Seikyou
- 2019 : Diner : Kid
- 2020 : Sengoku Girl to Kendo Boy : Masato Fujī
- 2023 : Shin Kamen Rider : Kamakiri Kamereon Augment-01

### Télévision
- 2005 : Aikurushii : Shu Nagumo
- 2006 : Memories of Matsuko : Youichi Ryu
- 2007 : The Secret Garden : Hinata Kataoka
- 2007 : Dear Students : Kohei Aoki
- 2007 : Iryu Team Medical Dragon
- 2008 : Seigi no Mikata : Riku Okamoto
- 2010 : Bad Boy and Good Girl (Yankee-kun to Megane-chan) : Gaku Izumi
- 2010 : Tokyo 23 Survival City
- 2012 : Shirato Osamu no Jikenbo : Hitoshi Kurosaki
- 2012 : Future Diary : Rui Moriguchi

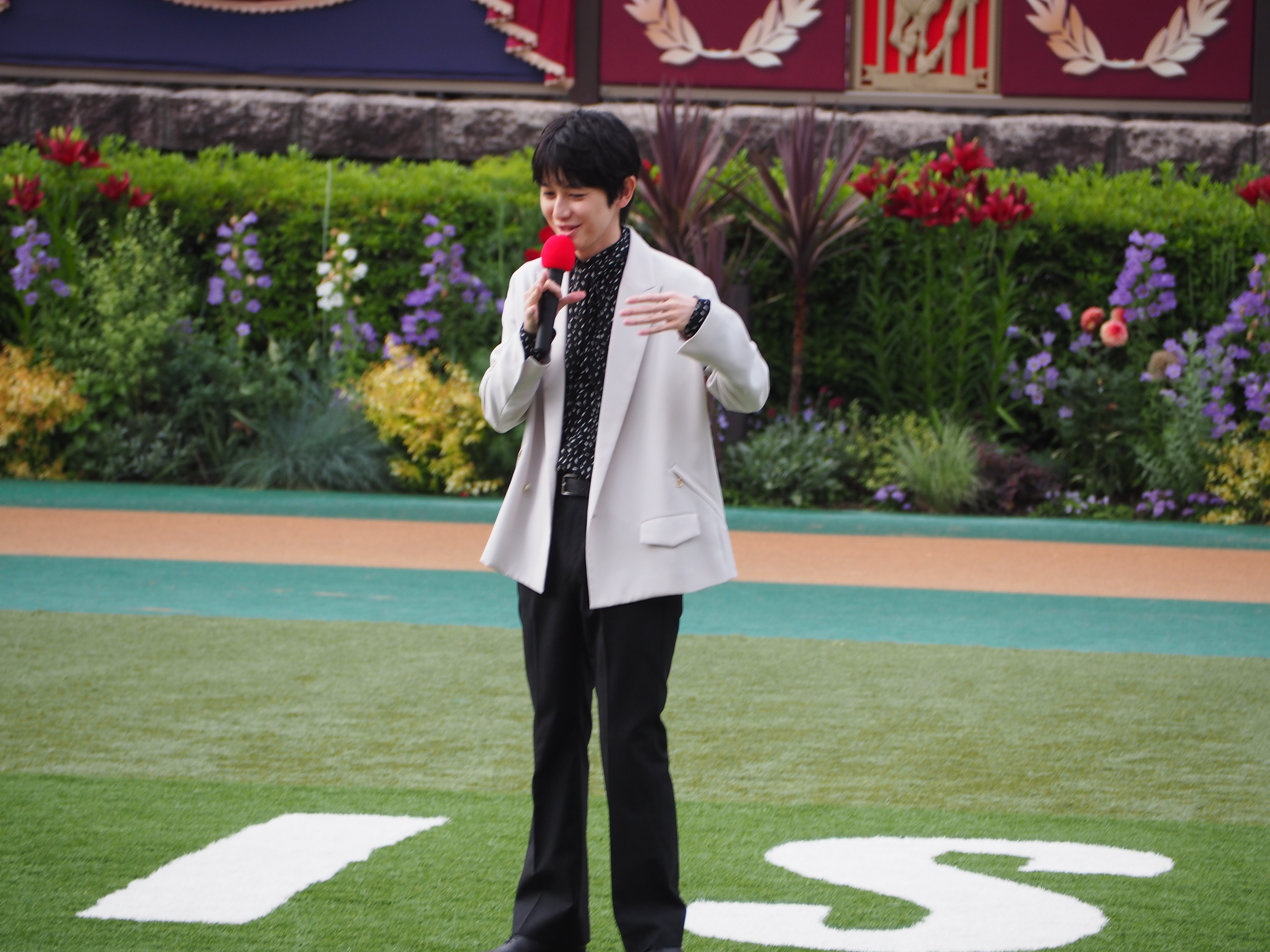
L'acteur en mai 2023, à l'Hippodrome de Fuchū.

- L'acteur en mai 2023, à l'Hippodrome de Fuchū.2013 : The Chasing World : The Origin : Tsubasa Sato
- 2013 : All Esper Dayo !
- 2014 : Koibumi Biyori  : Kenji Sato
- 2014 : Mysterious Transfer Student  : Norio Yamazawa
- 2014 : Baseball Brainiacs (Yowakutemo Katemasu) : Shunichi Kamezawa
- 2015 : I want to eat Nagasaki Champon Noodles :  Masami Yoshida
- 2016 : Whose is the Cuckoo's eggs : Fumiya Kamijo
- 2017 : Love Concierge : Ueno
- 2017 : Monster Club : The youth chronicles of fantastical special effects team
- 2018 : Wheel of fortune : Keisuke Mori
- 2023 : Yu Yu Hakusho : Hiei

## Théâtre
- 2011 : Kinema no Kami-sama : Assistant Director KurokawaDotto!
- 2012 : Rōdoku Geki: Fuki no Hatsukoi, Ebina SA :
- 2013 : Moonlight Rambler : Auguste=Dupin
- 2014-2016 : Danganronpa the Stage: Kibō no Gakuen to Zetsubō no Kōkōsei : Makoto Naegi
- 2019 : Monster Mates : Hidekazu Minami

## Clips musicaux
- 2000 : Lovibe de The Boom
- 2005 : Tomorrow's Way de YUI
- 2005 : Zutto Yomikake no Natsu de Keiichi Tomita feat. Chemistry
- 2006 : Hitoiro de Mika Nakashima
- 2007 : Eien no Tsubasa de B'z
- 2007 : Namida Sora de GReeeeN
- 2008 : Sky High de The Gospellers
- 2017 : The Crossing de Nano

## Jeux vidéo
- 2020 : Death Come True : Makoto Karaki[10]